# 小胖流浪记 (2023年电影)
《小胖流浪记》（英語：Little Sunshine）是一部由戴敏非执导兼编剧，改编自当年家喻户晓的2009年同名DVD电影的2023年马来西亚贺岁喜剧片。电影于2023年1月19日开始在马来西亚上映，主要讲述小胖被家长没收手机后，离家出走发生的一段搞笑冒险“流浪记”。

## 剧情简介
调皮捣蛋的小胖（刘恒恺饰）每天只会吃喝玩乐、无心向学，成绩惨不忍睹。于是肥爸（关栋铭饰）和肥妈（张文盈饰）为小胖安排了各种补习，改用奖励的方式，而小胖拼了命努力读书后，考到好成绩，得到梦寐以求的新手机。不料有了手机后，小胖患上手机成瘾症，成绩又一落千丈，肥妈一怒之下把他的手机没收。结果，小胖一气之下离家出走，打算自己赚钱买手机，结果却四处碰壁，还差点被贩毒集团利用，展开了一场惊险有趣的流浪记…

## 演员阵容

### 主要演员
- 刘恒恺 饰 小胖（黄光良）
- 关栋铭 饰 肥爸
- 张文盈 饰 肥妈
- 温力铭
- 林健辉
- Dennis 林铭 饰 警察
- 黄鋕伟 饰 乞丐
- 林建辉 饰 保安
- KC杨钦进 饰 男护士
- 曾文松 饰 老大

### 特别客串
- 曾新福
- 林利

## 制作与发行
本片改编自戴敏非2009年以较低成本拍摄的同名原版电影DVD《小胖流浪记》。剧中许多深刻的台词都是当年许多95后、00后的童年回忆，如「我有‘毒’书的叻」、「我要去寻找‘白（自）’由」、「Marry爆」等。而这部电影也获得了原版电影DVD的出品方彩虹出版社的鼎力支持。
电影版的《小胖流浪记》，并非翻拍，而是全新剧情。原定2020年拍摄，但因新冠疫情而拖延到2022年拍摄。这是戴敏非继《黑斑吻》、《新年泰疯狂》后，在院线上映的第三部电影。
除此之外，第一代“小胖”林利和在原版饰演阿炳的曾新福，也在电影客串演出。